# Staņislavs Šķesters
Staņislavs Šķesters (ur. 17 grudnia 1958 w rejonie rzeżyckim) – łotewski rolnik, samorządowiec i polityk, w latach 2002–2011 poseł na Sejm Republiki Łotewskiej. 

## Życiorys
W 1982 ukończył studia w Akademii Rolniczej w Jełgawie. Stał na czele rady gminy Mākoņkalna, był również wiceprzewodniczącym rady rejonowej w Rzeżycy. Był wybierany w skład Sejmów VIII, IX i X kadencji z łatgalskiej listy ZZS. Bez powodzenia ubiegał się o mandat europosła w wyborach w 2009. 
Żonaty, jest ojcem sześciorga dzieci. Zasiada we władzach Łotewskiego Związku Rolników.

## Odznaczenia
- Medal Rady Bałtyckiej – 2010[3]